# 유기 (악망후)
유기(劉起, ? ~ ?)는 전한 말기의 제후로, 교동대왕의 증손이다.

## 행적
아버지 유림의 뒤를 이어 악망후(樂望侯)에 봉해졌으나, 전한이 멸망하여 작위가 박탈되었다.

## 출전
- 반고, 《한서》 권15하 왕자후표 下

| 전임 아버지 악망희후 유림 | 전한의 악망후 ? ~ 8년 | 후임 (전한 멸망) |